# Jesus Jones
Jesus Jones — британская рок-группа, образованная в 1988 году в Брадфорд-он-Эйвон, Англия. Творчество этой группы совмещает в себе множество поджанров электронной и рок-музыки с элементами индастриала.
За всю карьеру коллектив выпустил 5 полноформатных студийных альбомов, среди которых Doubt и Perverse стали наиболее продаваемыми. Композиции «Real Real Real», «International Bright Young Thing» и «Info Freako» занимали высокие места международных хит-парадов. Являются родоначальниками жанра bigbeat.

## О группе

### Начало карьеры и первые успехи (1988—1989)
История Jesus Jones берёт своё начало в городе Брадфорд-он-Эйвон, Англия. Музыканты Майк Эдвардс, Иен Бейкер, и Джерри Де Борг, вдохновлённые инди-роком, хаус- и техно-сценой конца 1980-х годов, а также творчеством таких групп как The Shamen, Pop Will Eat Itself и EMF, решили создать собственный музыкальный коллектив. Позже к группе присоединились Эл Дугти и Саймон «Джен» Мэтьюз. Коллектив получил название «Jesus Jones».
В 1989 году вышел дебютный студийный альбом Liquidizer, благосклонно воспринятый слушателями. Трек «Info Freako», вышедший в качестве радио-сингла и сочетавший тяжёлые гитарные партии, техно-ритм, а также детали хип-хопа, имел достаточно необычное звучание для того времени. Трек часто звучал на радиостанциях Великобритании.

### Рост популярности (1990—1999)
Весной 1990 года Jesus Jones записали новый студийный материал. В июне 1990 музыканты провели выступление на фестивале в Гластонбери. Релиз второго альбома был отложен из-за возникших разногласий между музыкантами и рекорд-лейблом Food Records. В конечном итоге вторая пластинка Doubt была выпущена только в 1991. Диск был коммерчески успешен, во многом благодаря популярности песни «Right Here, Right Now», сделавшей группу известной во многих странах. Другие синглы из Doubt «Real Real Real», «International Bright Young Thing» также занимали высокие позиции в чартах.
В 1991 Jesus Jones были удостоены премии MTV Video Music Awards. После выхода Doubt музыканты организовали гастрольный тур. Концерты проходили в Европе и Северной Америке. Предстоящее выступление Jesus Jones в США вызвало настоящий ажиотаж; билеты на концерты были полностью проданы ещё до приезда коллектива в страну.
Следующий студийный альбом вышел в 1993 году под названием Perverse. Он не превзошёл успех Doubt, однако также был довольно популярными. Примечательно, то что Perverse является одним из первых альбомов, записанных полностью в цифровом виде.
После выпуска альбома Perverse Jesus Jones сделали паузу и вернулись в студию только в декабре 1996 года. В 1997 группа выпускает четвёртый студийный альбом Already, после чего группу покинул Саймон «Джен» Мэтьюз и музыканты вновь объявляют перерыв. В 1999 году на место Мэтьюза приходит Тони Арти.

### Дальнейшая деятельность (2001—настоящее время)
В 2001 году группа возобновляет деятельность с новым участником Тони Арти и выпускает пятую пластинку London. Альбом не занимает места в чартах и оказывается провальным. В 2002 выходит сборник хитов Jesus Jones Never Enough: the Best of Jesus Jones, куда вошли лучшие песни группы с 1989 по 1997 год.
После очередного затишья, в 2004 группа записывает и выпускает мини-альбом Culture Vulture. После его релиза музыканты начинают активную концертную деятельность.
В конце 2013 года становится известно, что из состава Jesus Jones выбывает Тони Арти. В январе 2014 в группу возвращается Саймон «Джен» Мэтьюз.

## Участники группы
Текущий состав
- Майк Эдвардс — вокал, гитара, клавишные (1988 — настоящее время)
- Джерри Де Борг — гитара (1988 — настоящее время)
- Эл Дугти — бас-гитара, бэк-вокал (1988 — настоящее время)
- Иен Бейкер — клавишные, программирование (1988 — настоящее время)
- Саймон «Джен» Мэтьюз — ударные, перкуссия (1988—1997, 2014 — настоящее время)

Бывший участник
- Тони Эртни — ударные (1999—2013)

## Дискография
Студийные альбомы
| Год  | Альбом     | UK Albums Chart | US Top 200 |
| ---- | ---------- | --------------- | ---------- |
| 1989 | Liquidizer | 31              | -          |
| 1991 | Doubt      | 1               | 25         |
| 1993 | Perverse   | 6               | 59         |
| 1997 | Already    | 161             | -          |
| 2001 | London     | -               | -          |

Синглы
| Чарт | Сингл                                             | Высшая позиция | Высшая позиция | Высшая позиция | Высшая позиция | Альбом             |
| Чарт | Сингл                                             | UK             | Hot 100        | US Main.       | US Alt.        | Альбом             |
| ---- | ------------------------------------------------- | -------------- | -------------- | -------------- | -------------- | ------------------ |
| 1989 | «Info Freako»                                     | 42             | —              | —              | —              | Liquidizer         |
| 1989 | «Never Enough»                                    | 42             | —              | —              | —              | Liquidizer         |
| 1989 | «Bring It On Down»                                | 46             | —              | —              | —              | Liquidizer         |
| 1990 | «Real Real Real»                                  | 19             | 4              | —              | 26             | Doubt              |
| 1990 | «Right Here Right Now»                            | 31             | 2              | 7              | 1              | Doubt              |
| 1990 | «International Bright Young Thing»                | 7              | —              | —              | 6              | Doubt              |
| 1991 | «Who? Where? Why?»                                | 21             | —              | —              | —              | Doubt              |
| 1991 | «Right Here, Right Now» (переиздание)             | 31             | —              | —              | —              | Doubt              |
| 1992 | «The Devil You Know»                              | 10             | —              | —              | 1              | Perverse           |
| 1993 | «The Right Decision»                              | 36             | —              | —              | 12             | Perverse           |
| 1993 | «Zeroes And Ones»                                 | 30             | —              | —              | —              | Perverse           |
| 1997 | «The Next Big Thing»                              | 49             | —              | —              | —              | Already            |
| 1997 | «Chemical No.1»                                   | 71             | —              | —              | —              | Already            |
| 2002 | «Nowhere Slow»                                    | —              | —              | —              | —              | London             |
| 2002 | «Come On Home»                                    | —              | —              | —              | —              | London             |
| 2002 | «In The Face Of All Of This»                      | —              | —              | —              | —              | London             |
| 2005 | «Right Here Right Now» (совместно с Робби Ривера) | —              | —              | —              | —              | внеальбомный сингл |

Прочие релизы
- 1999 Greatest Hits (сборник хитов)
- 2002 Never Enough: The Best of Jesus Jones] (сборник хитов)
- 2003 Live at the Marquee (концертрный DVD)
- 2004 Culture Vulture (мини-альбом)
- 2008 The Remixes (альбом ремиксов, интернет-релиз)
- 2010 BBC in Concert 26th February 1991 (концертный альбом, интернет-релиз)
- 2011 The Collection & Other Rarities (сборник бисайдов и раритетных записей)